# Anaulaciulus parvulus
Anaulaciulus parvulus är en mångfotingart som beskrevs av Mikhaljova 200. Anaulaciulus parvulus ingår i släktet Anaulaciulus och familjen kejsardubbelfotingar. Inga underarter finns listade i Catalogue of Life.